# Сквирські хасиди

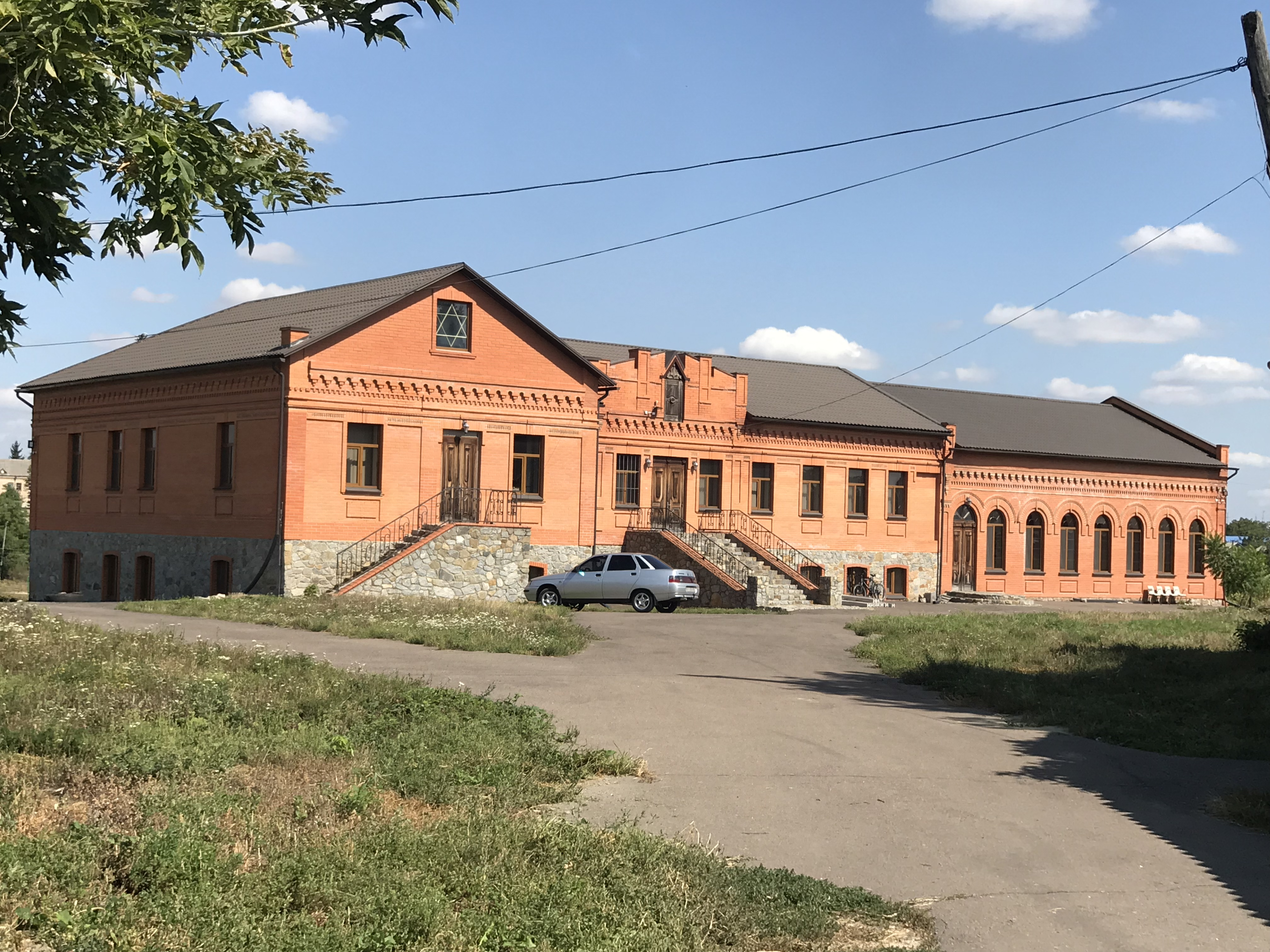
Сквирська синагога, відновлена 2004 року

Сквер (Сквир або Сквері ; їд. סקווירא) — назва хасидської династії, заснованої ребе Їцхоком Тверським в містечку Сквира (Україна). Послідовники ребе Сквири називаються Скверер хасидім .
Сквирська династія — гілка чорнобильської династії. Її засновник — ребе Їцхок, також відомий як ребе Іцикл — був одним з восьми синів ребе Мордехая Тверського, магіда Чорнобиля.
Нині залишився лише один нащадок сквирської династії, який її очолює — великий ребе Давид Тверський, що мешкає у місті Нью-Сквер, штат Нью-Йорк. Також є дві менші групи: одна — Сквер-Боро Парк, очолювана великим ребе Єхієлем Міхль Тверським, сином останнього великого ребе Давида Тверського зі Сквер-Боро Парк; друга — Сквер-Флетбуш.